# أمن عصبي
وقد تم تعريف الأمن العصبي بأنه نسخة من مبادئ أمن الحاسوب والأساليب المطبقة على الهندسة العصبية، أو بشكل كامل، كما حماية السرية والنزاهة، وتوافر الأجهزة العصبية من الأطراف الخبيثة بهدف الحفاظ على سلامة الآليات العصبية للشخص، والحساب العصبي، و الإرادة الحرة. يشير الأمن العصبي أيضًا إلى تطبيق علم الأعصاب على أمن المعلومات السلوكية لفهم وتحسين سلوكيات الأمان للمستخدمين. الأمن العصبي هو مفهوم متميز عن أخلاقيات الأعصاب. الأمن العصبي هو على نحو فعال وسيلة لفرض مجموعة من المبادئ العصبية لجهاز العصبية. كما يتميز الأمن العصبي عن تطبيق علم الأعصاب على الأمن القومي، وهو موضوع يتناوله العقل الحروب: أبحاث الدماغ والدفاع الوطني بواسطة جوناثان د. مورينو.
مركز دراسات التكنولوجيا العصبية التابع لمعهد بوتوماك للدراسات السياسية، في أرلينغتون، فرجينيا، الولايات المتحدة الأمريكية يعمل مع عدد من الشركاء الجامعيين والحكوميين بشأن القضايا والمشاكل والبروتوكولات للأمن العصبي. جيمس جوردانو، مدير المركز، يعرّف الأمن العصبي بأنه "المفاهيم والممارسات والمبادئ التوجيهية والسياسات المخصصة لتحديد التهديدات، والحفاظ على سلامة المعلومات العصبية- النفسية عن الأشخاص والمجموعات والسكان التي تم الحصول عليها في البحوث العلمية العصبية أو من خلال استخدام التكنولوجيات العصبية مثل التصوير العصبي، والارتجاع العصبي، والبيانات العصبية العصبية، والبنوك البيانات الحسابية العصبية في الطب والمجال الاجتماعي والذكاء والدفاع الوطنيين.

## ثقافة شعبية
- سلسلة أنيمي غوست إن ذا شيل: عقدة مستقلين (2002-2003) ملامح بشكل بارز قراصنة التلاعب يزرع العصبية. ومن الأمثلة على ذلك استخدام الرجل الضاحك للقرصنة للتدخل في تقارير شهود العيان. وفي مثال آخر، يشير الرائد كوساناغي إلى نقطة من خلال السيطرة على بعض غرسات باتو وإجباره على لكم نفسه.
- كتاب نيل ستيفنسون العصر الماسي (1995) يشير لفترة وجيزة إلى الشركات القرصنة يزرع العصبية من أجل فرض الإعلانات على مجال رؤية المستخدم.
- العالم في لعبة فيديو تذكر لي هو تعيين في العالم حيث التلاعب الذاكرة أمر شائع.